# Villarejo (Zamarra)
Villarejo es una localidad y entidad local menor española del municipio de Zamarra, en la provincia de Salamanca, comunidad autónoma de Castilla y León. Se integra dentro de la comarca de Ciudad Rodrigo y la subcomarca de Los Agadones. Pertenece al partido judicial de Ciudad Rodrigo.

## Historia
La fundación de Villarejo se remonta a la repoblación efectuada por los reyes de León en la Edad Media, quedando encuadrada en el Campo de Agadones de la Diócesis de Ciudad Rodrigo tras la creación de la misma por parte del rey Fernando II de León en el siglo XII, teniendo ya en la Edad Media el actual nombre. En torno a 1850 Villarejo, perdió su estatus de municipio independiente, poseyendo en el censo de 1842, el último como municipio independiente, 79 habitantes y 16 hogares.
La localidad aparece descrita en el decimosexto volumen del Diccionario geográfico-estadístico-histórico de España y sus posesiones de Ultramar de Pascual Madoz de la siguiente manera:

VILLAREJO: l. con ayunt. en la prov. de Salamanca, part. jud. y dióc. de Ciudad-Rodrigo (3 leg.), aud. terr. de Valladolid y c. g. de Castilla la Vieja. sit. en la calzada que de Monsagro viene á Martiago, en la márg. der. de un r. que á poco se introduce en el Águeda: el clima es frio y sujeto á intermitentes y catarros. Tiene 16 casas de mala construccion formando una calle, próxima á la cual hay dos fuentes de cuyas aguas se surten los vec; hay una igl. aneja de la de Agallas y un cementerio bien sit. Confina el térm. por el N. con el r. Encalao; E. Las Agallas; S. Monsagro, y O. el r. Agueda. El terreno es quebrado y desigual, pizarroso la mayor parte de secano, pero de regular calidad. caminos: el nombrado anteriormente y los vecinales. El correo se recibe de la cab. del part. prod.: higo, centeno, patatas y algun lino; hay ganado lanar, cabrío y de cerda y caza menor. pobl.: 16 vec., 79 almas. riqueza imp.: 98,200 rs. imp.: 4,910.
(Madoz, 1850, p. 259)

## Demografía
En 2017 Villarejo contaba con 19 habitantes, de los cuales 12 eran hombres y 7 mujeres. (INE 2017)
| Gráfica de evolución demográfica de Villarejo (Zamarra) entre 2000 y 2017                |
|                                                                                          |
| Fuente: Instituto Nacional de Estadística de España - Elaboración gráfica por Wikipedia. |

## Imágenes de Villarejo
|                      |
| Iglesia de Villarejo |

|                                   |
| Entrada a la Iglesia de Villarejo |

|                                    |
| Antiguo puente sobre Rio Burguillo |

|                              |
| Fuente Románica de Villarejo |

|                           |
| Pozo de agua de Villarejo |

|                    |
| Vista de Villarejo |